# Organizzazione mondiale dei medici di famiglia

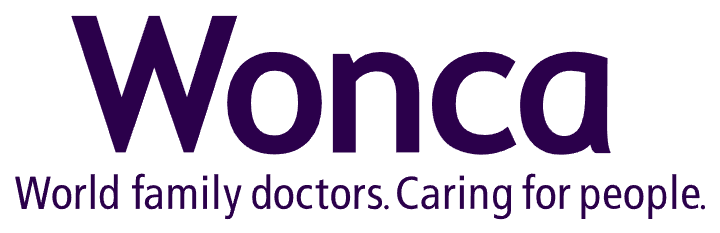
Logo della WONCA.

La Organizzazione mondiale dei medici di famiglia (WONCA) è un'organizzazione professionale mondiale senza scopo di lucro che rappresenta medici di famiglia e medici di medicina generale di tutte le regioni del mondo. La missione della WONCA è quella di migliorare la qualità della vita delle persone nel mondo attraverso elevati standard di cura nella medicina generale e medicina di famiglia.
La WONCA è un'organizzazione non governativa in relazioni ufficiali con l'Organizzazione Mondiale della Sanità che rappresenta i medici di medicina generale e la loro attività.